# Усадьба Пашковых (Нижегородская область)
Уса́дьба Пашко́вых — руинированная усадьба XIX века в селе Ветошкине в Гагинском районе на юго-востоке Нижегородской области. Принадлежала знаменитому дворянскому роду. Наследником фамильного имения был Василий Александрович Пашков. Сегодня Усадьба Пашковых с ландшафтным парком частично отреставрирована, находится в частном владении. Доступна для посещения как туристический объект.

## История
К началу XIX века роду Пашковых принадлежали дворцы в Москве и Петербурге, имения в Нижегородской, Тамбовской губерниях и Башкирии. Усадьба в Ветошкине Нижегородской губернии была приобретена в конце XVIII века.

Василий Александрович Пашков

В 1803 году Пашковы разделили своё состояние между тремя сыновьями. Имение в Ветошкине досталась Василию Александровичу. Представитель девятого поколения Василий Александрович Пашков (1764—1838) дослужился до чина обер-егермейстера и должности министра юстиции, а его супруга Екатерина Александровна, урождённая графиня Толстая, стала фрейлиной императрицы. В 1831 году родился их внук, полный тёзка деда — Василий Александрович Пашков (1831—1902). Он унаследовал 13 фамильных имений в 9 уездах различных губерний, в том числе, нижегородскую усадьбу. Василий Пашков стал одним из крупнейших землевладельцев Российской империи. При нём сформировался окончательный облик усадьбы.

Александра Пашкова (Чернышёва-Кругликова) с дочерями на усадебной террасе в Ветошкине

Василий Пашков вступил в брак с дочерью героя войны 1812 года графа Ивана Гавриловича Кругликова фрейлиной Александрой Ивановной Чернышёвой-Кругликовой. В семье родилось четверо детей.
В 1870-х Василий Александрович посвятил себя христианскому служению, принял протестантизм, занимался социальной и благотворительной работой. Его религиозная деятельность вызывала недовольство царя и представителей светской и духовной власти. В 1877 году последовал запрет на деятельность «пашковцев». В 1880-е годы семья покинула Россию. Василий Пашков умер 30 января 1902 года в Париже. Овдовев, Александра Ивановна вернулась с детьми в Россию. Они поселились в имении Ветошкино Нижегородской губернии.
В имении семьи Пашковых был создан целый усадебный городок, открыта церковь, высажен фруктовый сад, парк, построен конный двор.
Главный дом усадьбы был выполнен в традициях английского романтизма XVIII века. Здание имеет асимметричный план, сильно вытянутый по оси «восток — запад». В доме было электричество, водопровод и система отопления с помощью одной большой печи, от которой через дымоходы тепло расходилось по всем комнатам. Во дворце площадью 3000 квадратных метров было около 150 залов. Этажи соединяли дубовая, базальтовая и мраморная лестницы.

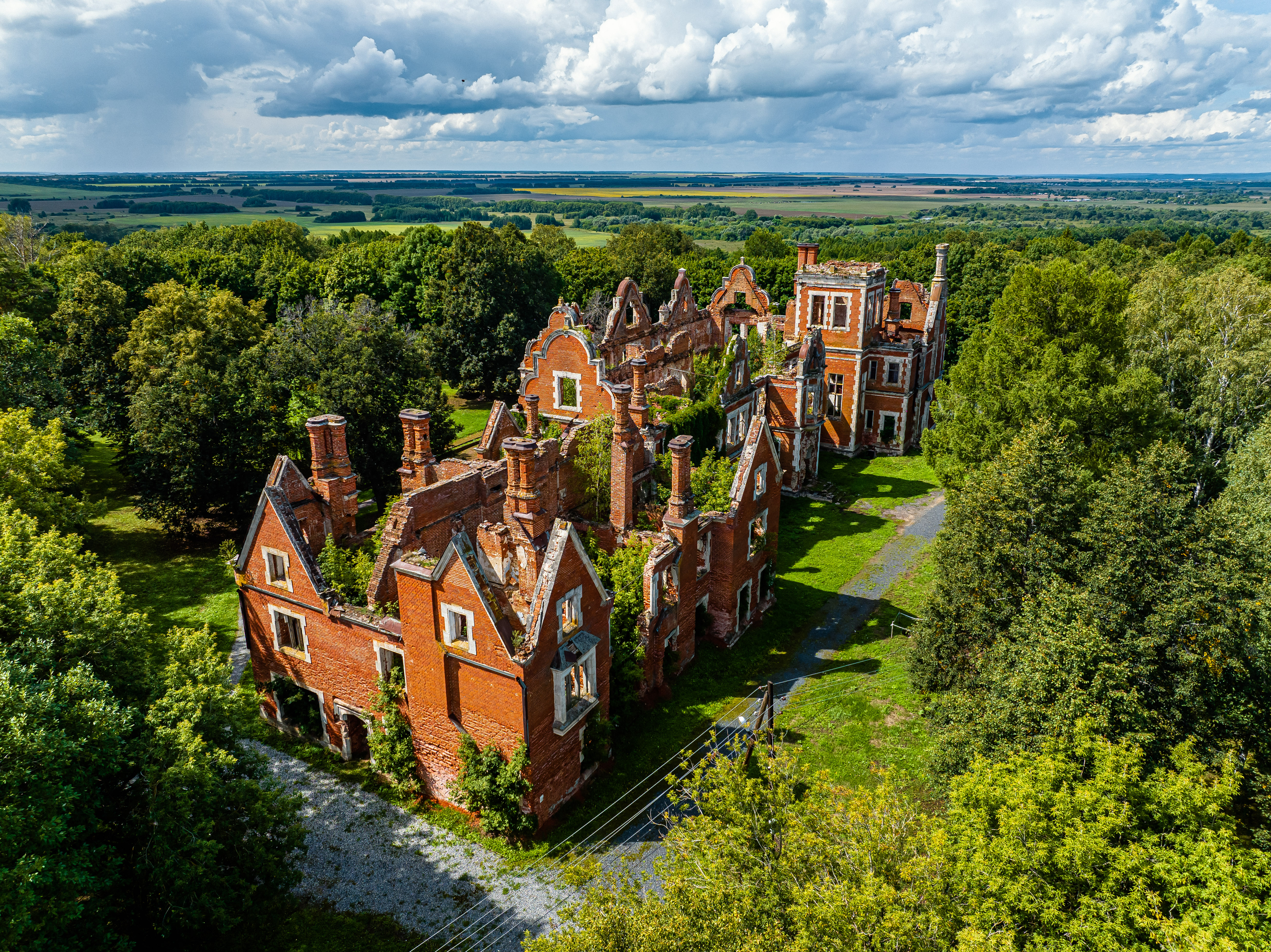
Вид на уцелевшие стены главного дома усадьбы

В 1917 году Пашковы эмигрировали в Париж. Усадьба Ветошкино была национализирована. Коллекция произведений искусства, принадлежавшая дворянскому роду, поступила в Нижегородский художественный и исторический музей.
В советское время с 1930-х и до начала 1990-х здесь был сельскохозяйственный техникум, а в 1994 году в усадьбе произошёл сильный пожар, интерьер был полностью утрачен.
В 2006 году усадьба перешла в частную собственность. Были произведены реставрационные работы.

## Расположение
Усадьба Пашковых находится в селе Ветошкине в Гагинском районе Нижегородской области в 160 км от Нижнего Новгорода. Архитектурно-ландшафтный комплекс расположен на высоком берегу реки Пьяны.

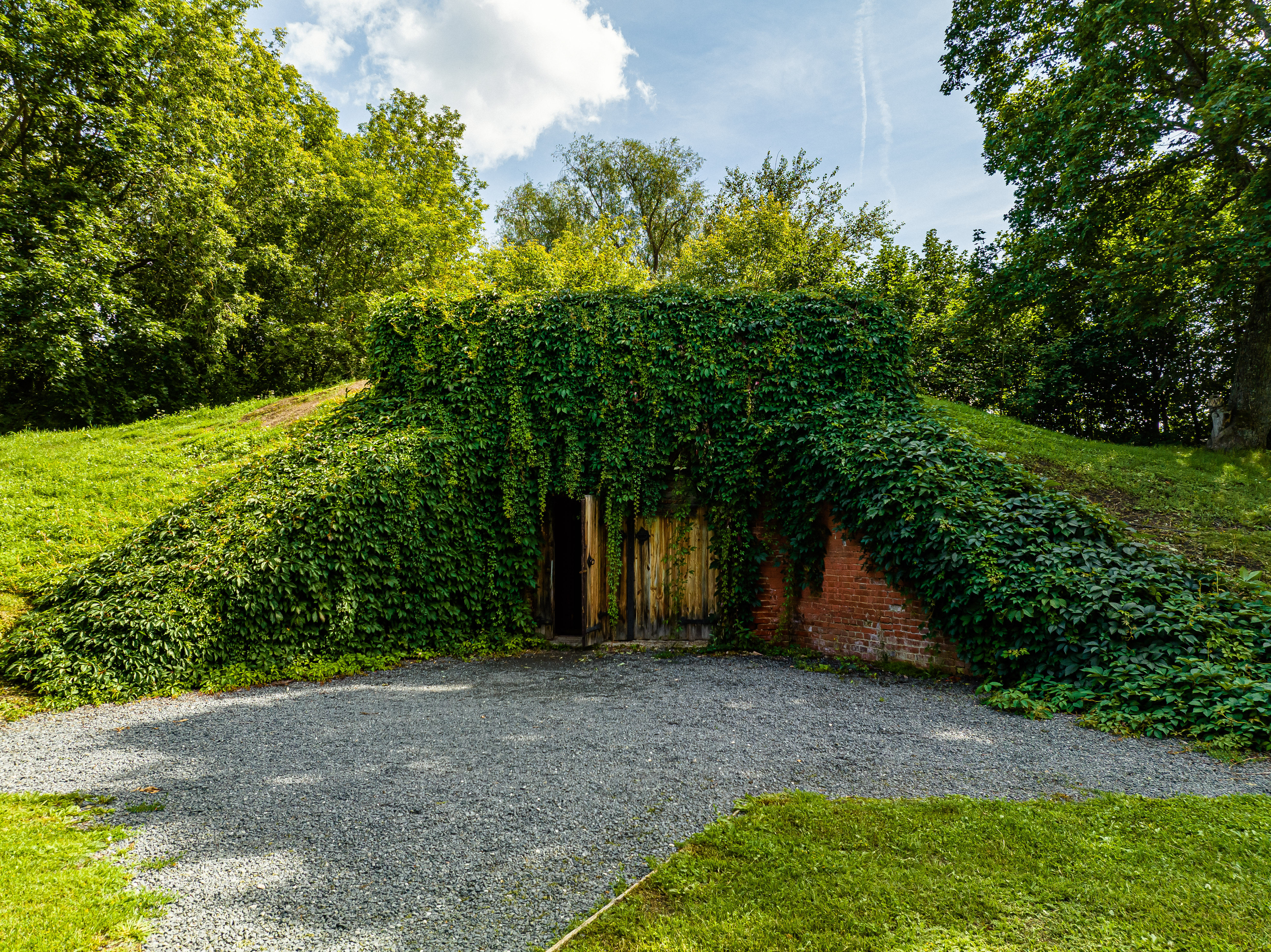
Музей на базе насыпного вала-хранилища

## Современное состояние
Сегодня территорию Усадьбы Пашковых частично восстановили, отреставрировали некоторые помещения. Для осмотра открыты: гостевой дом, винные погреба, парк, руины главного дома. В бывшем хозяйственном флигеле расположилась небольшая гостиница.

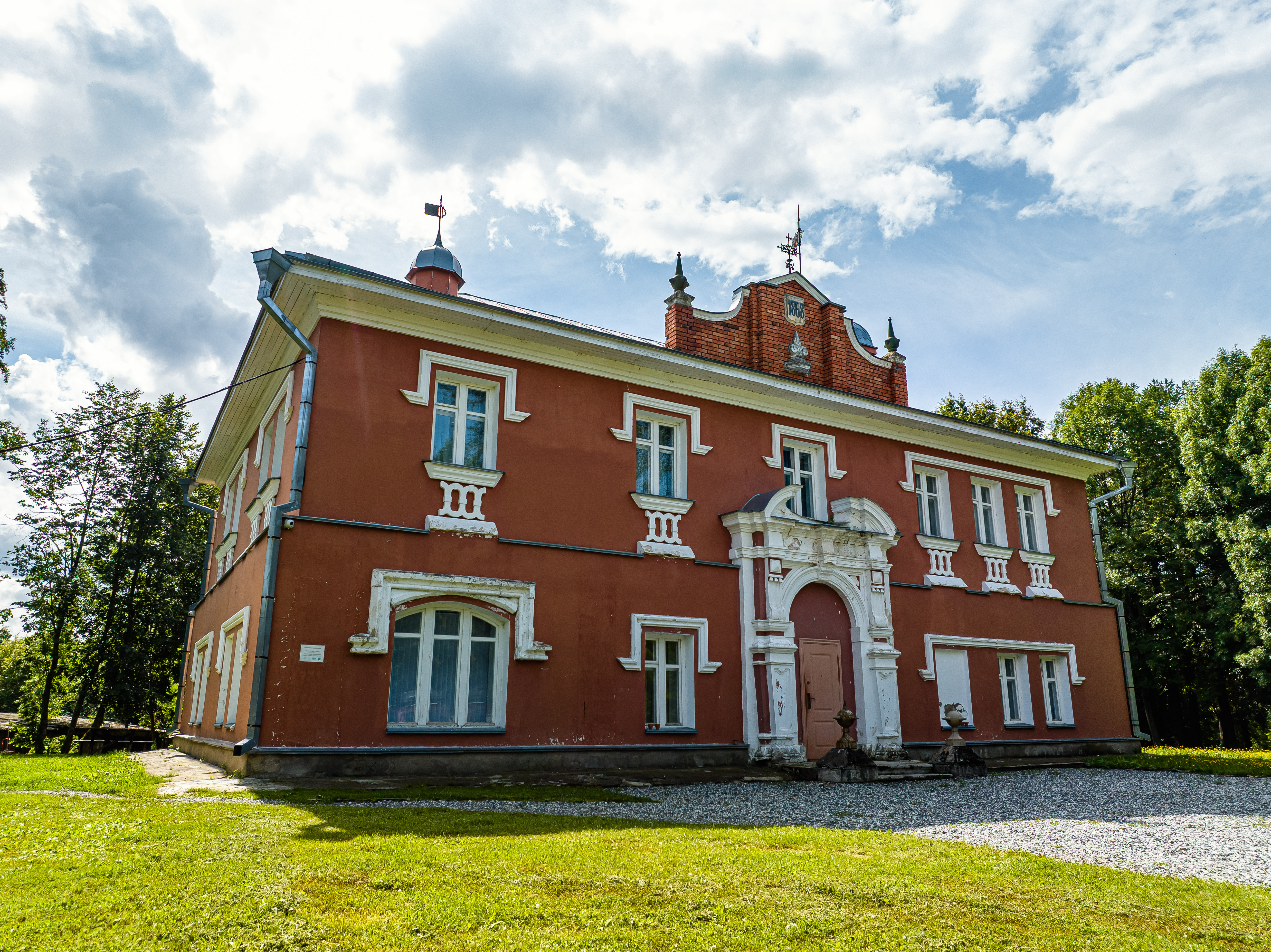
Гостиница в восстановленном бывшем хозяйственном флигеле

Как туристический объект Усадьба Пашковых открыта круглый год. Режим работы: с 8:00 до 18:00. По архитектурно-ландшафтному комплексу проводят экскурсии по предварительной записи.